# Travail occasionnel
Le contrat de travail occasionnel (ou casual employment en anglais) est un contrat de travail répandu dans le monde anglophone. L'équivalent en France dans la fonction publique est le poste d'enseignant vacataire. Dans le privé, le contrat à durée déterminée d'usage ou le CDD de mission est le contrat le plus proche qui correspond au emploi occasionnel.

## En France
Un travailleur occasionnel intervient souvent dans les cas suivants:
- débarras de cave ou de grenier,
- déménagement,
- construction, entretien et réparation de bâtiments relevant des métiers de gros œuvre, de second œuvre ou de finition
- entretien ou réparation des réseaux et matériels utilisant le gaz, l’eau et l’électricité.

## Canada
L’employé occasionnel est normalement embauché pour combler des besoins spécifiques lors de projets spéciaux, pour effectuer un remplacement d’une durée déterminée ou pour assumer un surcroît temporaire de travail. Dans ces cas, il existe des contrats de longue durée – un an et plus – et de courte durée, allant de quelques semaines à quelques mois.

## Royaume-Uni
Au Royaume-Uni, le contrat zéro heure est une forme d'emploi occasionnel.